# Artur Bagdasarián
Artur Bagdasarián (en armenio: Արթուր Բաղդասարյան; Ereván, Armenia, 8 de noviembre de 1968) es un político armenio y expresidente de la Asamblea Nacional de Armenia.  Es el líder del partido oficialista Gobierno de Ley. Está casado y tiene dos hijos.

## Biografía
Bagdasarián nació en Ereván. En 1985, se graduó en la escuela secundaria Jachatur Abovian en su ciudad natal. En 1985 ingresó a la Facultad de Leyes de la Universidad Estatal de Ereván, graduandóse en 1992. Entre 1988 y 1989 sirvió en el ejército.
- Entre 1989 y 1993, trabajó como periodista, jefe del departamento, y redactor en jefe adjunto de las oficinas editoriales del periódico "Avangard".
- En noviembre de 1993 fue elegido vicepresidente del Consejo Comunitario Shengavit, Comité Ejecutivo.
- Entre 1994 y 1997 estudió en la Academia del Servicio Civil, graduándose con honores. En 1995 defendió su Tesis de Candidatos y recibió el título de Candidato de Ciencias Jurídicas.
- El 5 de julio de 1995, Bagdasarián fue elegido diputado de la Asamblea Nacional de la República de Armenia, en la primera convocatoria, representando el 5° Distrito electoral de Shengavit. En septiembre de ese año, fue elegido presidente del Sindicato de Abogados y Cientistas Políticos de Armenia.
- En 1997, en Moscú, defendió su tesis doctoral y recibió el grado de Doctor en Ciencias Jurídicas.

## Carrera política
- En marzo de 1998 fue elegido presidente de la Comisión Permanente de Estado y Asuntos Legales de la Asamblea Nacional
- En junio de 1998 fue nombrado líder del partido Gobierno de Ley. El 30 de mayo de 1999 fue elegido diputado de la 2° Convocatoria de la Asamblea Nacional, representando el 21° Distrito electoral de Shengavit, y en septiembre de 1999 fue el líder de la facción parlamentaria "Orinats Yerkir".
- En 2000, Bagdasarián fue elegido Presidente del Consejo de la Universidad Francesa de Armenia, y en 2002 de la Academia Regional Europea en el Cáucaso. Entre 2001 y 2003 era miembro de la Comisión Permanente en Relaciones Exteriores de la Asamblea Nacional de Armenia.
- El 25 de mayo de 2003 fue elegido diputado de la tercera Convocatoria de la Asamblea Nacional. El 12 de junio de 2003, Bagdasarián fue elegido Presidente de la Asamblea Nacional de Armenia.

A pesar de que pertenecía a la coalición gobernante, en diciembre de 2005 Bagdasarián afirmó que ocurrió una "grave adulteración de votos" durante el referéndum constitucional en noviembre de 2005. Fue candidato presidencial en nombre de su partido durante las elecciones presidenciales en febrero de 2008, y se posicionó en el tercer lugar con un 17,7% de los votos, según resultados oficiales finales.
El partido de la Ley y el Orden, que llevó como candidato presidencial a Levon Ter-Petrosián, también criticó que las elecciones de 2008 había fraude electoral, y afirmó que Bagdasarián había recibido más votos de los que se dieron en los resultados finales. Bagdasarián, a diferencia de otros miembros de su partido, no participó en las protestas contra la elección dirigida por Ter-Petrosián. El 29 de febrero de 2008, anunció que había aceptado el cargo de Secretario del Consejo de Seguridad Nacional en un gobierno de coalición previsto, reconociendo la legitimidad de la elección y la victoria de Primer ministro Serzh Sargsián. A pesar de que este cargo anteriormente había sido considerado principalmente ceremonial, y el consejo se reunía en rara ocasión, Sargsián dijo que pretendía que el consejo fuese más activo durante su mandato, dando a Bagdasarián la oportunidad "a involucrarse plenamente en el gobierno de nuestro país."
Es el autor de numerosas monografías científicas, y más de cien artículos científicos y analíticos.